# Epirinus sebastiani
Epirinus sebastiani là một loài bọ cánh cứng trong họ Bọ hung (Scarabaeidae).